# Miodontiscus annakensis
Miodontiscus annakensis is een tweekleppigensoort uit de familie van de Carditidae. De wetenschappelijke naam van de soort is voor het eerst geldig gepubliceerd in 1939 door Oinomikado.